# Bai Mai Tee Plid Plew
Bai Mai Tee Plid Plew (ใบไม้ที่ปลิดปลิว; conosciuto anche con la traduzione inglese The Fallen Leaf) è una serie televisiva thailandese andata in onda dall'11 giugno al 20 agosto 2019 su One31, oltre che su Line TV e YouTube.

## Trama
Nira è come una giovane foglia, che è sempre in fianco ai fiori ma non potrà mai diventare uno di loro. Il suo nome, Nira, deriva da Niranam, che significa "l'anonimo". La storia di un ragazzo che nel suo cuore è una ragazza, è devastato dal non essere accettato da nessuno tranne che da sua madre, che lo ama con tutto il suo cuore. Suo padre non è brav'uomo, poiché lo detesta e maltratta sua madre. Nira vorrebbe che suo padre fosse come suo zio acquisito Chatchavee, l'unico, a parte sua madre, che lo capisce e si prende cura di lui. Finché non accade l'amore proibito. Chatchavee se ne accorge ma non riesce a rispondere a sua volta, e perciò rifiuta Nira. Nira, distrutto e traumatizzato dal rifiuto, decide, con il supporto di sua madre, di fare una cosa che gli cambierà la vita per sempre. Si sottopone a un'operazione della riassegnazione di genere, che lo trasforma in una donna bellissima. Sfortunatamente, sua madre muore durante l'operazione. Devastata, Nira scappa dall'ospedale. Quello che la trova e la aiuta è il dottor Benjang, che la porta a casa sua, e Nira inizia a vivere come sua sorella.
Un giorno, Nira incontra Chatchavee. A causa della sua bellezza, inizia ad innamorarsi di lei, e lo stesso vale per il padre di Nira. Nessuno dei due la riconosce. La tragedia d'amore inizia ad essere sempre più complicata quando la zia di Nira, che ha sempre giudicato il suo amore e ed è invidiosa di lei, scopre la verità e cerca di ostacolarla in ogni modo.

## Personaggi e interpreti

### Principali
- Nira/Chananthawat/Wai, interpretata da Pimchanok Luevisadpaibul "Baifern", interpretato da Suppapong Udomkaewkanjana "Saint" (adolescente) e Thankorn Kanlayawuttipong "Angpao" (bambino).
- Chatchavee, interpretato da Puttichai Kasetsin "Push".
Zio acquisito di Nira.

### Ricorrenti
- Chomthawat, interpretato da Yuranunt Pamornmontri "Sam".
Padre di Nira.
- Ruangrong, interpretata da Pataratida Patcharaveerapong "Tangmo".
Zia di Nira.
- Benjang, interpretato da Witaya Wasukraipaisarn "Aun".
- Manow, interpretata da Keerati Mahapreukpong "Gypsy".
- Niramon, interpretata da Apasiri Nitibhon "Um".
Madre di Nira.
- Pon, interpretato da Jakkrit Ammarat "Ton".
- Jib, interpretata da Chutima Naiyana "Ae"
- Onsri, interpretata da Natha Lloyd "Mai".
- Baitong, interpretato da Rusameekae Fagerlund "James".

## Episodi
| Stagione       | Episodi | Prima TV |
| -------------- | ------- | -------- |
| Prima stagione | 21      | 2019     |

## Colonna sonora
- Piyanut Seujongproo - Rak thee yak leum[3]